# Кун, Эва
Эва Кун (в замужестве — Хааб; венг. Kun (Haab) Éva; 7 ноября 1917 — 2 апреля 1982, Торонто) — венгерская фехтовальщица-рапиристка. Участница летних Олимпийских игр 1948 года, серебряный призёр чемпионата мира 1948 года.

## Биография
Эва Кун родилась 7 ноября 1917 года.
Выступала в соревнованиях по фехтованию за будапештский «Баратшаг».
В 1948 году вошла в состав сборной Венгрии на летних Олимпийских играх в Лондоне. В личном турнире рапиристок в группе 1/8 финала заняла 3-е место, в четвертьфинальной группе — 2-е место. В полуфинальной группе заняла последнее, 6-е место, проиграв Илоне Элек из Венгрии, Карен Лахман из Дании, Мэри Глен-Хейг из Великобритании, Фрици Фильц из Австрии и Ирен Камбер-Корно из Италии.
В том же году завоевала серебряную медаль чемпионата мира в Гааге в командном турнире рапиристок.
Умерла 2 апреля 1982 года в канадском городе Торонто.